# クリーニングロッド

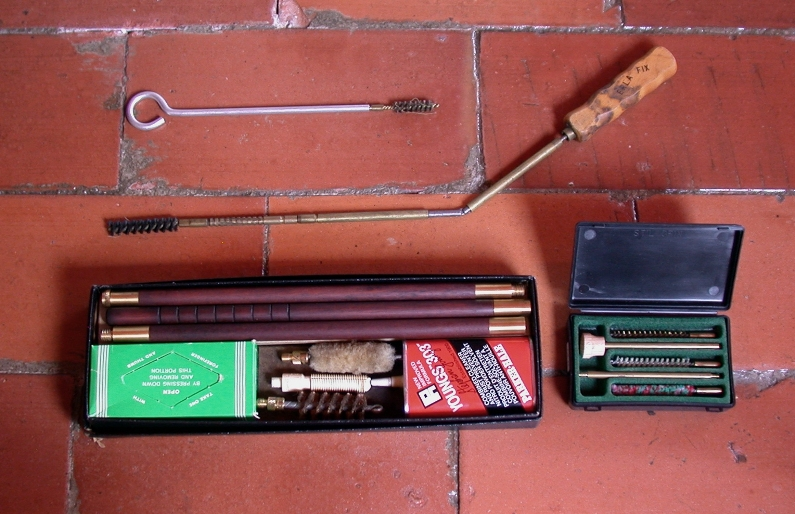
拳銃用のクリーニングロッド

クリーニングロッドは、筒状の構造をした物の内部に付着した汚れを取り除くために用いる棒。特に、銃・大砲・管楽器などの掃除に使われるものを指すことが多い。

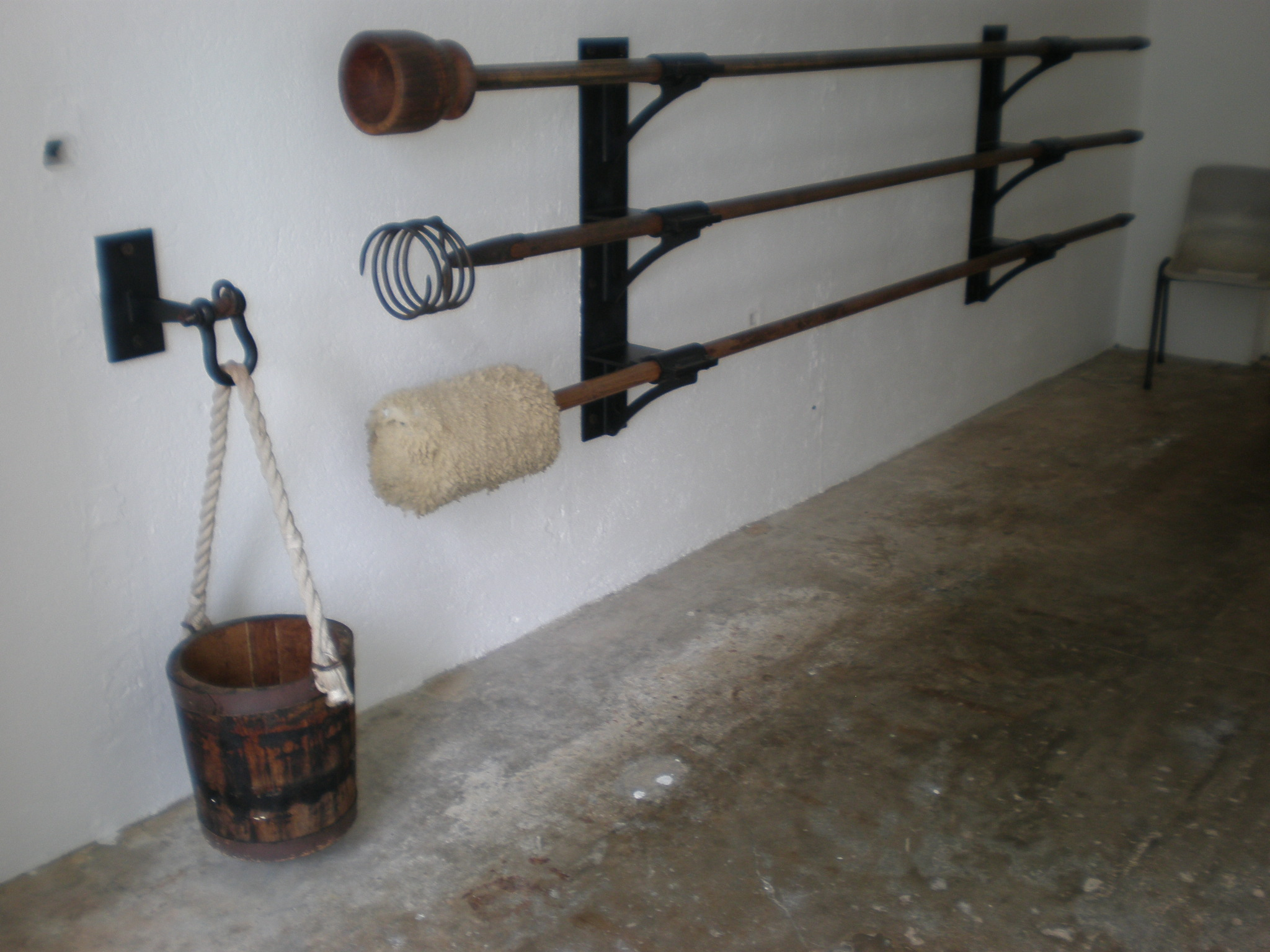
前装式ライフル砲の備品であるロッド各種。上から弾薬の装填用、すす等の掻き取り用、仕上げ清掃用

銃は機械であり、煤などの汚れによってライフリングが詰まると命中精度を下げ、可動部が詰まったりすると機能しなくなる。
ベトナム戦争中に使用されたM16自動小銃は、self cleaning rifleという説明が為されていたことから、戦場で動作不良を起こして、死体がクリーニングロッドを握りしめていたという噂までまことしやかに囁かれていた。
クリーニングロッドを筒側の端部や内腔に当てると変形や損傷を生み、機能を悪化させるおそれがある。そのためクリーニングロッドをまっすぐ挿入できる治具を用いる、かならず定められた方向から挿入する、クリーニングロッドの材質や表面処理を工夫するなどの配慮が必要である。